# Dušan Kopačka
Dušan Kopačka (* 15. března 1958) je bývalý slovenský fotbalista, obránce.

## Fotbalová kariéra
Hrál za Slovan Bratislava a ZVL Žilina. V československé lize nastoupil ve 23 utkáních. Působí v malém fotbale jako hrající trenér.

## Ligová bilance
| Ročník                                   | Zápasy | Góly | Klub              |
| ---------------------------------------- | ------ | ---- | ----------------- |
| 1. československá fotbalová liga 1982/83 | 10     | 0    | Slovan Bratislava |
| 1. československá fotbalová liga 1983/84 | 12     | 0    | Slovan Bratislava |
| 1. československá fotbalová liga 1984/85 | 1      | 0    | ZVL Žilina        |
| CELKEM                                   | 23     | 0    |                   |